# Safawieden
De Safawieden (Perzisch: سلسلهٔ صفويان; Azerbeidzjaans: Səfəvilər dövləti, صفوی‌لر) waren een Perzische dynastie van Azerbeidzjaanse afkomst. Zij regeerden van 1501 tot 1722 over Perzië (Iran). Oorspronkelijk waren zij leiders van een soennitische mystieke orde, maar in de tweede helft van de vijftiende eeuw werd dit een sjiitische politieke beweging die vanuit de stad Ardebil geheel Perzië wist te veroveren. De bekendste vorst uit de Safawieden-dynastie is Abbas I de Grote. De Safawieden maakten de sjiitische islam de staatsgodsdienst van het Perzische rijk.

## Afkomst
De Safawidische vorsten stelden zelf dat ze seyyeds waren, directe afstammelingen van de profeet Mohammed, maar deze claim wordt door moderne geleerden algemeen afgewezen. De Safawieden stammen af van sjeik Safi al-Din, die in 1301 een soefiorde stichtte in de stad Ardebil en veel aanhang genoot. Na zijn dood volgde zijn zoon, sjeik Sadr al-Din, hem op. Hij bouwde een grote moskee voor zijn vader om meer volgelingen te trekken. Deze aanhang bestond voor een groot deel uit Turkmenen.

## Geschiedenis
Na een grote opstand tegen de Ak Koyunlu, liet Ismaïl op vijftienjarige leeftijd in juli 1501 zich in Tabriz kronen tot sjah. Aanvankelijk heerste hij alleen over de provincie Azerbeidzjan, maar in de volgende jaren wist hij in snel tempo geheel Perzië te veroveren. In de volgende jaren veroverde Ismaïl de rest van Perzië, waaronder de steden Hamadan, Isfahan, Shiraz, Pars, Kerman en Herat. Hiermee werd hij de sjah van Perzië, en stichtte hij het rijk van de Safawieden. Zijn macht berustte op de Kizilbasj (Turks voor roodhoeden of roodhoofden) en de leden van andere Turkse stammen. Ismaïl introduceerde het twaalversjiisme als nationale godsdienst in Iran/Perzië, een land dat tot dan toe voornamelijk soennitisch was geweest. Die introductie was opmerkelijk omdat daarvoor het twaalversjiisme een esoterische sekte was geweest, die afstand had genomen van politiek. Ismail trok zich daar weinig van aan en voerde de invoering van het twaalversjiisme hardhandig door, waarbij hij soennieten in zijn rijk en de omringende landen, zoals het Ottomaanse Rijk, bestreed.
De Safawieden regeerden tot de 18e eeuw toen de Afghanen in opstand kwamen en de Safawieden onttroonden. Perzen en Turken uit het Ottomaanse Rijk hebben samen de Afghanen verjaagd, maar ook de resterende Safawieden. De winnaar van deze strijd, Nader Sjah Afshar verjoeg vervolgens de Turken en stichtte de dynastie van de Afshariden.

## Nederlands-Perzische relaties tijdens de Safawieden
In het begin van de zeventiende eeuw werd de VOC de belangrijkste handelspartner van de Safawieden  en bleef dat voor de resterende periode van de dynastie. De VOC had grote interesse in handelsrelaties met het rijk. Het ging daarbij vooral om de Perzische zijde. Het betrekken van zijde uit China verliep moeizaam en het was van belang om voor de groeiende vraag naar zijde in Europa ook een andere bron te vinden. De Perzische Golf was daarnaast een geografisch uitstekende locatie voor de belangrijke intra-Aziatische handel van de VOC in met name specerijen.
In 1623 arriveerde een delegatie van de compagnie onder leiding van Huybert Visnich in Isfahan met het doel daarover een overeenkomst te bereiken. Er werd een overeenkomst gesloten waarin vrijheid van handelen in Perzië, onbeperkte inkoop en vrijstelling van belasting was vastgelegd. Daar stond tegenover dat de VOC voor de zijde een hogere prijs dan de marktwaarde in Perzië moest betalen aan de sjah. Abbas I was meer in het algemeen ook geïnteresseerd in relaties met een aantal Europese landen, omdat hij in hen een potentiële bondgenoot zag in de Ottomaans-Perzische oorlogen.
Het verging de VOC goed in Perzië. Er was een permanente vertegenwoordiger van de compagnie in Isfahan. Er was daarnaast  spoedig een factorij in de havenstad  Bandar Abbas en in Shiraz en Lar vestigde de VOC steunpunten op de weg naar Isfahan. De winst van de factorij in Bandar Abbas was uitzonderlijk hoog. Tussen 1626 en 1636 werd gemiddeld 35% winst gemaakt. Later in de zeventiende eeuw steeg dit tot ruim 200%. Bandar Abbas was na Batavia de plaats waar de VOC de meeste winst behaalde. Vooral de specerijen uit Oost-Indië waren in Perzië geliefd. Naast zijde kocht de VOC in Perzië rozenolie, tapijten en parels en leverde aan de Perzen kruidnagel, nootmuskaat, foelie, suiker, peper, gember, koffie, thee, tabak, kamfer, indigo, tamarinde, sandelhout, tin, koper, zilver, goud, laken, wapens, porselein en Japans lakwerk. Veel van deze producten vonden via Perzië hun weg naar Arabisch gebied, het Ottomaanse rijk en Centraal-Azië.
Er werden verschillende delegaties vanuit Perzië naar de Republiek gezonden, gefaciliteerd door de VOC, en in 1628 stuurde de Staten-Generaal er een terug onder leiding van de koopman Jan Smidt. De aanwezigheid van Perzische kooplieden en handelaren in Amsterdam was niet ongewoon. In 1631 nam de Staten-Generaal een besluit dat handelaren uit Perzië dezelfde rechten zouden krijgen in de Republiek als Nederlandse handelaren in Perzië. Het is de enige overeenkomst tussen de Republiek en een Aziatisch land waarin sprake was van een bilaterale overeenkomst met bijbehorende rechten. Het verdrag is echter nooit in werking getreden. Er was sprake van obstructie van de zijde van de VOC en later dat jaar bleek dat de onderhandelaar, de aan het Perzische hof verbonden Nederlandse kunstschilder Jan Lucasz. van Hasselt, niet bevoegd was geweest te onderhandelen.
Na Van Hasselt zouden nog acht Nederlandse kunstschilders tijdens de periode van de dynastie aan het Perzische hof werkzaam zijn. Na van Hasselt is Philips Angel II daarvan de bekendste. 

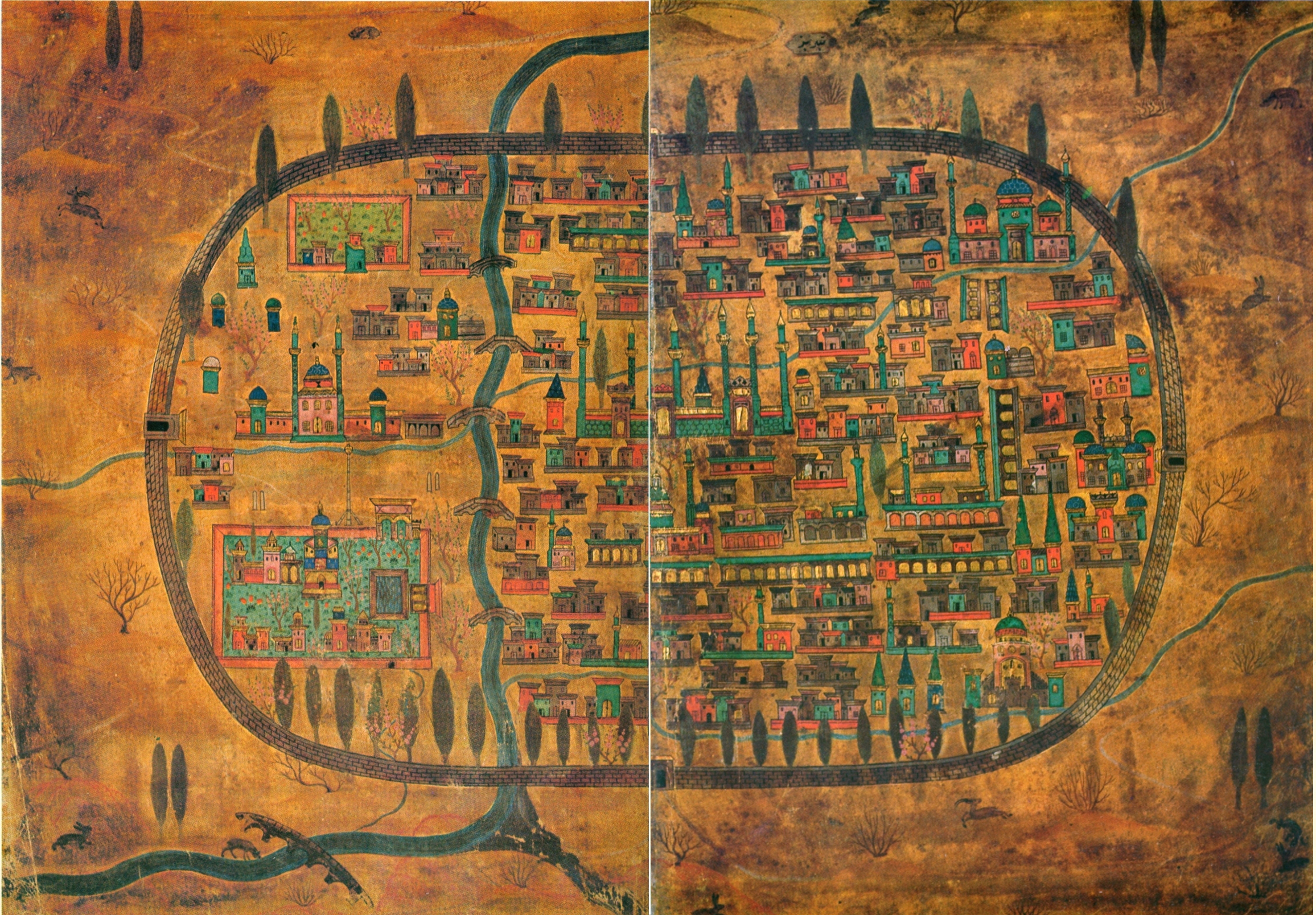
Plattegrond van Tabriz uit de 16e eeuw, de eerste hoofdstad van de Safawieden.

## Sjahs van de Safawieden
- Ismail I 1501-1524
- Tahmasp I 1524-1576
- Ismail II 1576-1578
- Mohammed Khodabanda 1578-1587
- Abbas I 1587-1629
- Safi 1629-1642
- Abbas II 1642-1667
- Suleiman I 1667-1694
- Soltan Hoseyn I 1694-1722
- Tahmasp II 1722-1732
- Abbas III 1732-1736
- Suleiman II 1749-1750
- Ismail III 1750-1760

## Trivia
- De Safawieden vormden samen met het Ottomaanse Rijk en het Moghulrijk de Buskruitrijken.